# 2018-as magyar asztalitenisz-bajnokság
A 2018-as magyar asztalitenisz-bajnokság a százegyedik magyar bajnokság volt. A bajnokságot március 2. és 4. között rendezték meg Budapesten, az Ormai László Csarnokban.

## Eredmények
| Versenyszám  | Arany                                                            | Arany | Ezüst                                                             | Ezüst | Bronz | Bronz |
| ------------ | ---------------------------------------------------------------- | ----- | ----------------------------------------------------------------- | ----- | --- | ----- |
| Férfi egyéni | Majoros Bence Borussia Dortmund                                  |       | Szudi Ádám Borussia Dortmund                                      |       | Lakatos Tamás TTC Fortuna Passau Nagy Krisztián TTC Fortuna Passau                                                               |       |
| Női egyéni   | Madarász Dóra Szekszárd AC                                       |       | Pergel Szandra Budaörsi SC                                        |       | Peterman-Varga Tímea Budaörsi SCAmbrus Krisztina Budapesti Erdért SE                                                             |       |
| Férfi páros  | Ecseki Nándor, Szudi Ádám TTC Ober-Erlenbach , Borussia Dortmund |       | Kosiba Dániel, Lakatos Tamás Eslövs AI , TTC Fortuna Passau       |       | András Csaba, Both Olivér BVSC-ZuglóSzita Márton, Majoros Bence Celldömölki VSE, Borussia Dortmund                               |       |
| Női páros    | Pergel Szandra, Madarász Dóra Budaörsi SC, Szekszárd AC          |       | Bálint Bernadett, Imre Leila Szekszárd AC                         |       | Nagyváradi Mercédesz, Peterman-Varga Tímea Budaörsi SCAmbrus Krisztina, Tóth Kata Budapesti Erdért SE                            |       |
| Vegyes páros | Majoros Bence, Pergel Szandra Borussia Dortmund , Budaörsi SC    |       | Terék Norbert, Czeglédi Szilvia BVSC-Zugló, Statisztika Petőfi SC |       | Bruckner Máté, Bálint Bernadett TB/ASV Regenstauf , Szekszárd ACFazekas Péter, Peterman-Varga Tímea Celldömölki VSE, Budaörsi SC |       |